# Dieter Grau
Dieter Grau, född 24 april 1913 i Berlin, död 17 december 2014 i Huntsville, Alabama, USA, var en tysk-amerikansk raketforskare. Han är känd som medlem i Wernher von Brauns raketforskargrupp som utvecklade raketer i Peenemünde och efter andra världskriget de amerikanska rymdraketerna.
Grau studerade elektroteknik vid Technische Universität Berlin och började arbeta vid Siemens. Under kriget inkallades han och hamnade sedermera vid raketforskningen vid Heeresversuchsanstalt i Peenemünde. 1943 kallades han in till östfronten och var i Ryssland under fyra månader innan han fick återvända till Peenemünde. 1946 värvades han av den amerikanska militären och flyttade till USA. Dieter Grau började vid NASA och Marshall Space Flight Center 1950. Från 1960 arbetade han som ansvarig för raketernas säkerhet och tillförlitlighet och arbetade med rymdprojekten Mercuryprogrammet, Geminiprogrammet och Apolloprogrammet. Han gick i pension 1973. 